# وفاء كامل فايد
وفاء كامل فايد (وُلدت عام 1942) هي أستاذةٌ في اللسانيات بقسم اللغة العربية كلية الآداب في جامعة القاهرة، وتُعد أول سيدةٍ مصريةٍ وعربيةٍ يتم اختيارها لتكون عُضوًا في مجمع اللغة العربية بالقاهرة بتاريخ 22 نوفمبر (تشرين الثاني) 2014.

## حياتها
وُلدت وفاء محمد كامل أمين فايد عام 1942 ميلاديًا المُقابل 1361 هجريًا في محافظة الشرقية. حصلت على بكالوريوس في آداب اللغة العربية من كلية الآداب بجامعة القاهرة عام 1969، ثم حصلت على درجة الماجستير في الآداب عام 1974 والدكتوراة في الآداب عام 1980 من نفس الجامعة. تدرجت في عملها من معيدة ثم مدرسة مساعدة ثم مُدرسة، فأستاذة مساعدة، وأستاذة بقسم اللغة العربية بكلية الآداب جامعة القاهرة عام 2001.
هي عضوٌ في هيئاتٍ علمية مُتعددة، ومنها: المجلس القومي للثقافة والفنون والآداب والإعلام منذ عام 2002، لجنة الثقافة بالمجلس القومي للمرأة منذ عام 2006، وعضو مجلس إدارة مركز جامعة القاهرة للغة العربية، وعضو مُراسل بمجمع اللغة العربية بدمشق منذ 2002. انتدبت مستشارًا لغويًا لشركة مايكروسوفت في مصر، وعضو فريق التقويم الأكاديمي بالسعودية.

## مؤلفاتها
تُعد صاحبة أول أُطروحة استخدمت الحاسوب في دراسة اللغة العربية عام 1974. ألفت أكثر من 51 بحثًا في فروع اللغة واللسانيات اللغوية، وأشرفت واشتركت في مناقشة أكثر من 70 رسالة ماجستير ودكتوراة في الجامعات المصرية. صدر لها عددٌ من التحقيقات والدراسات مثل «شرح عيون الإعراب للفزاري من إملاء علي بن فضال المجاشعي»، «تراكب الأصوات في الفعل الثلاثي الصحيح: دراسة استقصائية في القاموس المحيط»، «اتجاهات البحث اللساني»، «قصيدة الرثاء بين شعراء الاتجاه المحافظ ومدرسة الديوان: دراسة أسلوبية إحصائية»، «الباب الصرفي وصفات الأصوات: دراسة في الفعل الثلاثي المضعف»، «المجامع العربية وقضايا اللغة». يُعد «معجم التعبيرات الاصطلاحية في اللغة العربية المعاصرة» أهم أعمالها، حيثُ عملت عليه لمدة 8 سنوات، وكلف حوالي 100 ألف جنيه مصري.
حصلت الدكتورة وفاء على جائزتيّ جامعة القاهرة التشجيعية والتقديرية للعلوم الإنسانية والاجتماعية عاميّ 2003 و2014، كما اختيرت الأستاذة المثالية بالجامعة عام 2004، وحصلت على جائزة جامعة القاهرة التقديرية للعلوم الإنسانية والتربوية عام 2013، وجائزة جامعة القاهرة للتميز العلمي لعام 2017.